# UE Lleida
Unió Esportiva Lleida was een Spaanse voetbalclub uit Lleida in Catalonië. Thuisstadion was het Camp d'Esports, dat plaats bood aan 13.000 personen.

## Geschiedenis
De club werd opgericht in 1939 als Lérida Balompié. Na een fusie in 1947 met Leridano kreeg het de naam Unió Esportiva Lleida. In 1950 promoveerde Lleida naar de Primera División. Door een zestiende plaats in het seizoen 1950/1951 degradeerde de club echter alweer. In 1993 promoveerde Lleida als kampioen van de Segunda División A opnieuw naar de Primera División. Ditmaal behaalde de club in het seizoen 1993/1994 een negentiende plaats en opnieuw volgde na een jaar degradatie. Tot 2006 speelde UE Lleida in de Segunda División A, totdat de club degradeerde naar de Segunda División B.
Op 10 mei 2011 werd de club geveild voor € 28.000.000. De nieuwe eigenaar, Sisco Pujol, gaf de nieuwe club de naam Club Lleida Esportiu.

## Bekende spelers
- Quique Álvarez
- Mate Bilić
- Nakor Bueno
- Carles Busquets
- Óscar García
- Enric Gensana
- Miquel Roque
- Ramón Ros
- David Rangel
- Raúl Tamudo
- Unai Vergara